# Гимн Франции
Государственный гимн Франции — «Марсельеза» (фр. La Marseillaise), официально принятый в 1795 году и подтверждённый конституциями Четвёртой (1946) и Пятой (1958) республик.

## Историческая хронология гимнов

### Монархический период
1686—1792: Domine, salvum fac regem' («Боже, храни короля»)
- Авторство: герцогиня де Бринон (фр. duchesse de Brinon)
- Музыка: Жан-Батист Люлли
- Источник вдохновения: Псалом 19:10 («Господи! спаси царя...» (Пс. 19:10))
- Значение: стал прообразом британского и русского монархических гимнов

- Неофициальный гимн: «Да здравствует Генрих IV!» (фр. Vive Henri IV!)

### Революционный период и империи
- 1795—1804: «Марсельеза» (первое официальное принятие)[2]
- 1804—1815: «Походная песня» (фр. Le Chant du Départ) — гимн Первой империи

### XIX век: между революциями и монархией
- 1815—1830: Запрет «Марсельезы» при Бурбонах
- 1830—1848: «фр. La Parisienne» (Июльская монархия)
- 1852—1870: «фр. Partant pour la Syrie» (Вторая империя)

### Современная эпоха
- 1879—1940: Окончательное закрепление «Марсельезы» в Третьей республике
- 1940—1944: Неофициальный гимн Виши — «Маршал, мы здесь!» (фр. Maréchal, nous voilà)
- С 1946 года: Конституционное закрепление «Марсельезы»[3]

## Интересные факты
- «Марсельеза» — единственный гимн в мире, получивший название по месту своего распространения (Марсель), а не создания
- Современная оркестровая версия гимна была аранжирована Гектором Берлиозом в 1830 году
- В 2005 году предложена «альтернативная» версия гимна с менее воинственным текстом

## Примечание
1. ↑  Гимны Франции. holocaustmusic.ort.org. Дата обращения: 26 июля 2025.
2. ↑  La Marseillaise — Марсельеза, национальный гимн Франции. irgol.ru. Дата обращения: 26 июля 2025. Архивировано 15 июля 2025 года.
3. ↑  Larousse, Éditions. Encyclopédie Larousse en ligne - la Marseillaise (фр.). www.larousse.fr. Дата обращения: 26 июля 2025. Архивировано 17 октября 2020 года.